# Oleksándrivka (Odesa)
Oleksándrivka (en ucraniano: Олександрівка) es un pueblo ucraniano perteneciente al óblast de Odesa. Situado en el suroeste del país, es parte del raión de Odesa y del municipio (hromada) de homónimo.

## Toponimia
El nombre del asentamiento en ruso es Aleksándrovka (en ruso: Александровка).

## Geografía
Oleksándrivka se sitúa a orillas del limán de Suji.

## Historia
El pueblo fue mencionado por primera vez por escrito en 1798 e inicialmente se llamó Arnautivka (en ucraniano: Арнаутівка), pero desde 1818 se conoce como Oleksándrivka. En 1977, el pueblo recibió el estatus de asentamiento de tipo urbano y desde el 21 de febrero de 2002 forma parte del municipio de Chornomorsk.
Hasta el 18 de julio de 2020, Olesándrivka era parte del municipio de Chornomorsk. El estatus fue abolido en julio de 2020 como parte de la reforma administrativa de Ucrania, que redujo el número de raiones del óblast de Odesa a siete. El área del municipio de Chornomorsk se fusionó con el raión de Odesa.En 2023, Oleksándrivka perdió el estatus de asentamiento de tipo urbano debido a la eliminación de este estatus administrativo.

## Demografía
La evolución de la población de Oleksándrivka entre 2011 y 2022 fue la siguiente:
| 6953                                                          | 7600 | 7495 |
| (Fuente: Cities & Towns of Ukraine y UKRAINE: Größere Städte) |      |      |

Según el censo de 2001, la lengua materna de la mayoría de los habitantes, el 56,04%, es el ruso; y del 42,96% es el ucraniano.

## Infraestructura

### Transporte
La autopista M27 que conecta Odesa con Chornomorsk atraviesa el asentamiento. Las estaciones de tren más cercanas son Post 25 km y Post 22 km, en Velikodolinske, parte de la línea ferroviaria que conecta Odesa y Bíljorod del Dniéster. 